# 侯冀关帝庙
侯冀关帝庙是一座古建筑，建于清代，位于山西省晋中市平遥县中都乡侯冀村，供奉关羽，现存古戏台，建于明清时期，毁坏严重。
2016年1月21日，侯冀关帝庙公布为第五批平遥县文物保护单位，编号5-15。
2022年，侯冀关帝庙作为平遥县低级别文物的代表，计划列入鼓励社会力量参与保护利用，保护修缮工程的对象。